# Галиговце
Галиговце (словац. Haligovce) — село, община в округе Стара Любовня, Прешовский край, Словакия. Расположен в северо-восточной части Словакии на северных склонах Спиской Магуры в долине Леснянского потока.
Впервые упоминается в 1338 году.
В селе есть римо-католический костел построенный 1897 году.

## Население
| Год:                | 1994 | 2004    | 2014    | 2024    |
| ------------------- | ---- | ------- | ------- | ------- |
| Количество человек: | 651  | 683     | 652     | 653     |
| Разница:            |      | +4,91 % | −4,53 % | +0,15 % |

Национальный состав населения (по данным последней переписи населения — 2001 год):
- словаки — 99,85 %

Состав населения по принадлежности к религии состоянию на 2001 год:
- римо-католики — 98,54 %
- греко-католики — 0,88 %
- не считают себя верующими или не принадлежат к одной вышеупомянутой церкви — 0,59 %

В селе живут гурали, которые кроме словацкого языка до сих пор разговаривают и горальським наречием, которое является составной частью малопольских диалектов польского языка, но не идентифицируют себя как поляки.